# Hohenbuehelia abietina
Hohenbuehelia abietina är en svampart som beskrevs av Singer & Kuthan 1980. Hohenbuehelia abietina ingår i släktet Hohenbuehelia och familjen musslingar.  Artens status i Sverige är: Ej påträffad. Inga underarter finns listade i Catalogue of Life.